# Zadgaon
Zadgaon es una ciudad censal situada en el distrito de Ratnagiri en el estado de Maharashtra (India). Su población es de 7803 habitantes (2011).

## Demografía
Según el censo de 2011 la población de Zadgaon era de 7803 habitantes, de los cuales 3856 eran hombres y 3947 eran mujeres. Zadgaon tiene una tasa media de alfabetización del 93,79%, superior a la media estatal del 82,34%: la alfabetización masculina es del 95,29%, y la alfabetización femenina del 92,35%.